# Liste de peintures de Jean-Auguste-Dominique Ingres
Cette page établit une liste chronologique de peintures de Jean-Auguste-Dominique Ingres (1780 - 1867)

## Liste

### Paris (1800-1806)
| Tableau | Titre | Date      | Dimensions                            | Référence        | Lieu de conservation                                                                                                  |
| ------- | --- | --------- | ------------------------------------- | ---------------- | --- |
|         | Torse d'homme | 1799      | huile sur toile 99 × 80 cm            | Musée            | Montauban, musée Ingres-Bourdelle                                                                                     |
|         | Antiochus envoie à Scipion malade son fils fait prisonnier                                                          | 1800      |                                       |                  | détruit en 1871 |
|         | Torse ou Demi-figure peinte                                                                                         | 1800      | 102 × 80 cm                           | Rmn              | Paris, école nationale supérieure des beaux-arts                                                                      |
|         | Portrait de Pierre-François Bernier (1779-1803)                                                                     | 1800      | huile sur papier sur toile 46 × 38 cm | MAG              | Rochester, Rochester University, Memorial Art Gallery                                                                 |
|         | Achille recevant dans sa tente les envoyés d'Agamemnon                                                              | 1801      | 25 × 32 cm                            | Musée            | Stockholm, Nationalmuseum                                                                                             |
|         | Achille recevant les envoyés d'Agamemnon                                                                            | 1801      | 113 × 146 cm                          | Base Joconde     | Paris, école nationale supérieure des beaux-arts                                                                      |
|         | Étude académique d'un torse masculin                                                                                | 1801      | 97,5 × 80,6 cm                        | Musée            | Varsovie, musée national                                                                                              |
|         | Académie d'homme | 1801      | 78,1 × 54,9 cm                        | Base Joconde     | Montauban, musée Ingres-Bourdelle                                                                                     |
|         | Académie d'homme | 1801      | 78,1 × 54,9 cm                        | Base Joconde     | Montauban, musée Ingres-Bourdelle                                                                                     |
|         | Vénus blessée par Diomède remonte à l'Olympe                                                                        | 1803 vers | huile sur bois 27 × 33 cm             | Musée            | Bâle, Kunstmuseum |
|         | Portrait de Joseph Ingres, père de l'artiste                                                                        | 1804      | huile sur toile 55 × 47 cm            | Musées Occitanie | Montauban, musée Ingres-Bourdelle                                                                                     |
|         | Portrait d'homme à la boucle d'oreille                                                                              | 1804      | huile sur bois 41 × 33 cm             | Base Joconde     | Montauban, musée Ingres-Bourdelle                                                                                     |
|         | Autoportrait à vingt-quatre ans                                                                                     | 1804      | 77 × 64 cm                            | Musée            | Chantilly, musée Condé                                                                                                |
|         | Portrait de la comtesse de La Rue                                                                                   | 1804      | 28,9 × 22,9 cm                        | Christies        | Auparavant Fondation et Collection Emil G. Bührle, vendue par Christie en 2009, maintenant en collection particulière |
|         | Bonaparte, Premier consul                                                                                           | 1804      | huile sur toile 227 × 147 cm          | Musée            | Liège, La Boverie |
|         | Portrait de l'architecte Couderc Gentillon                                                                          | 1805      | huile sur toile 54,9 × 46 cm          | Documents        | Collection particulière                                                                                               |
|         | Portrait de Jean-François Gilibert                                                                                  | 1805      | huile sur toile 100 × 91 cm           | Base Joconde     | Montauban, musée Ingres-Bourdelle                                                                                     |
|         | Portrait de Belvèze-Foulon                                                                                          | 1805      | huile sur toile 55 × 46 cm            | Musée            | Montauban, musée Ingres-Bourdelle                                                                                     |
|         | Madame Rivière | 1805      | 117 × 82 cm                           | Base Joconde     | Paris, musée du Louvre                                                                                                |
|         | Portrait de Philibert Rivière                                                                                       | 1805      | 116 × 89 cm                           | Base Joconde     | Paris, musée du Louvre                                                                                                |
|         | Mademoiselle Rivière                                                                                                | 1805      | 100 × 70 cm                           | Base Joconde     | Paris, musée du Louvre                                                                                                |
|         | Portrait présumé d’Auguste François Talma, peintre et officier de marine (mort en 1812) dit aussi Le Neveu de Talma | vers 1805 | 46 × 37 cm                            | Base Atlas       | Paris, musée du Louvre                                                                                                |
|         | Le Père Desmarets                                                                                                   | 1805      | 54,5 × 65 cm                          | Base Joconde     | Toulouse, musée des Augustins                                                                                         |
|         | Portrait de Joseph-Pierre Vialètes de Mortarieu                                                                     | 1805-1806 | 61,2 × 50,2 cm                        | Musée            | Pasadena, Norton Simon Museum                                                                                         |
|         | Napoléon Ier sur le trône impérial                                                                                  | 1806      | 260 × 163 cm                          | Musée            | Paris, musée de l'Armée                                                                                               |
|         | Madame Aymon dit La Belle Zélie                                                                                     | 1806      | huile sur toile 61 × 50 cm            | Base Joconde     | Rouen, musée des Beaux-Arts                                                                                           |
|         | Portrait de Lorenzo Bartolini                                                                                       | 1806      | huile sur toile 98 × 1 127 cm         | Musée            | Montauban, musée Ingres-Bourdelle                                                                                     |

### Italie (1806-1824)
| Tableau | Titre | Date                                  | Dimensions                                      | Référence              | Lieu de conservation                                           |
| ------- | --- | ------------------------------------- | ----------------------------------------------- | ---------------------- | -------------------------------------------------------------- |
|         | Le Casino dell'aurora de la villa Ludovisi                                                                  | 1806                                  | 17 × 28 cm                                      | Musée                  | Montauban, musée Ingres-Bourdelle                              |
|         | L'Orangerie de la villa Borghèse                                                                            | 1806                                  | huile sur bois 17 × 17 cm                       | Base Joconde           | Montauban, musée Ingres-Bourdelle                              |
|         | La Madone Mackintosh (d'après Raphaël)                                                                      | 1806                                  | huile sur toile 80 × 64 cm                      | Base Joconde           | Montauban, musée Ingres-Bourdelle                              |
|         | La Casina de Raphaël vue depuis la Villa Médicis                                                            | 1807                                  | huile sur bois 14,9 cm                          |                        | Paris, musée des Arts décoratifs                               |
|         | Portrait de François-Marius Granet                                                                          | 1807                                  | 75 × 53 cm                                      | Musée                  | Aix-en-Provence, musée Granet                                  |
|         | Eliezer et Rebecca Copie d'après Poussin                                                                    | huile sur toile 1807                  | huile sur toile 46 × 37 cm                      | Base Joconde           | Marseille, musée des Beaux-Arts                                |
|         | Portrait de Madame Duvaucey                                                                                 | 1807                                  | huile sur toile 76 × 59 cm                      | Base Joconde           | Chantilly, musée Condé                                         |
|         | La Baigneuse à mi-corps                                                                                     | 1807                                  | 51 × 42 cm                                      | Musée                  | Bayonne, musée Bonnat                                          |
|         | La Baigneuse dite La Baigneuse Valpinçon                                                                    | 1808                                  | 146 × 97 cm                                     | Base Joconde           | Paris, musée du Louvre                                         |
|         | Œdipe explique l'énigme du sphinx                                                                           | 1808                                  | 189 × 144 cm                                    | Base Joconde           | Paris, musée du Louvre                                         |
|         | Étude d'homme                                                                                               | 1808                                  | huile sur toile 70 × 55 cm                      | Connaissances des arts | Aix-en-Provence, musée Granet                                  |
|         | Tête de jeune fille                                                                                         | 1808                                  | huile sur toile 26,3 × 20 cm                    | Wikiart                | Collection particulière                                        |
|         | La Dormeuse de Naples                                                                                       | 1809                                  |                                                 |                        | tableau disparu                                                |
|         | Mercure (d'après Raphaël)                                                                                   | 1809                                  | 245 × 212,5 cm                                  | Base Agorha            | Paris, École nationale supérieure des beaux-arts               |
|         | Ève (d'après une peinture des Loges du Vatican par Raphaël)                                                 | 1809                                  | 92 × 56 cm                                      | Base Agorha            | Montauban, musée Ingres-Bourdelle                              |
|         | Étude d'homme de profil en vue de la composition de Jupiter et de Thétis                                    | 1810                                  | 70,8 × 54,8 cm                                  | Open édition           | Aix-en-Provence, musée Granet,                                 |
|         | Portrait de Monsieur Marcotte d'Argenteuil                                                                  | 1810                                  | 93,7 × 69,4 cm                                  | Musée                  | Washington, National Gallery of Art                            |
|         | Portrait de Joseph-Antoine Moltédo                                                                          | vers 1810                             | 75,2 × 58,1 cm                                  | Musée                  | New York, Metropolitan Museum of Art                           |
|         | Portrait de Jean-Baptiste Desdéban pensionnaire à la Villa Médicis de 1807 à 1810                           | vers 1810 inachevé                    | huile sur toile 63 × 149 cm                     | Base Joconde           | Besançon, musée des Beaux-Arts et d'Archéologie                |
|         | L'Odalisque endormie étude préparatoire                                                                     | vers 1810-1830                        | 29,8 × 47,6 cm                                  | Musée                  | Londres, Victoria and Albert Museum                            |
|         | Portrait du sculpteur Paul Le Moyne                                                                         | vers 1810-1811                        | 47 × 36,5 cm                                    | Musée                  | Kansas City, Nelson-Atkins Museum of Art                       |
|         | Tu Marcellus eris                                                                                           | 1811                                  | 326 × 307 cm                                    | Musée                  | Toulouse, musée des Augustins                                  |
|         | Portrait de Madame Panckoucke                                                                               | 1811                                  | 93 × 68 cm                                      | Base Atlas             | Paris, musée du Louvre                                         |
|         | Tête de Jupiter                                                                                             | 1811                                  | 47 × 39 cm                                      | Musée                  | Montauban, musée Ingres-Bourdelle                              |
|         | Tête de Jupiter de profil                                                                                   | 1811                                  | 47,9 × 40 cm                                    |                        | Collection particulière                                        |
|         | Jupiter et Thétis                                                                                           | 1811                                  | 327 × 260 cm                                    | Musée                  | Aix-en-Provence, musée Granet                                  |
|         | Portrait d'Edme Bochet                                                                                      | 1811                                  | 94 × 69 cm                                      | Base Joconde           | Paris, musée du Louvre                                         |
|         | Portrait de Charles Cordier                                                                                 | 1811                                  | 90 × 70 cm                                      | Base Joconde           | Paris, musée du Louvre                                         |
|         | Hippolyte-François Devillers                                                                                | 1811                                  | 96,5 × 78,5 cm                                  | Musée                  | Zurich, Collection Bührle                                      |
|         | Monsieur de Norvins Jacques Marquet de Montbreton                                                           | 1811-1812                             | huile sur toile collée sur panneau 97 × 78,7 cm | Musée                  | Londres, National Gallery                                      |
|         | Romulus, vainqueur d'Acron porte les dépouilles opimes au temple de Jupiter                                 | 1812                                  | 276 × 530 cm                                    | Base Joconde           | Paris, musée du Louvre                                         |
|         | Portrait de la comtesse de Tournon                                                                          | 1812                                  | 92,4 × 73,2 cm                                  | Musée                  | Philadelphie, Museum of Art                                    |
|         | Le Songe d'Ossian                                                                                           | 1813                                  | 348 × 275 cm                                    | Musée                  | Montauban, musée Ingres-Bourdelle                              |
|         | Raphaël et la nièce du cardinal Bibbiena                                                                    | 1813-1814                             | 59,1 × 46,5 cm                                  | Musée                  | Baltimore, Walters Art Museum                                  |
|         | Raphaël à la Farnesina avec la Fornarina première des six versions                                          | 1813                                  | 64,8 × 53,3 cm                                  | Musée                  | tableau disparu                                                |
|         | Portrait de Madame de Senonnes                                                                              | 1814                                  | 106 × 84 cm                                     | Musée                  | Nantes, musée d'Arts                                           |
|         | La Grande Odalisque                                                                                         | 1814                                  | 91 × 162 cm                                     | Base Joconde           | Paris, musée du Louvre                                         |
|         | Tête de la grande odalisque couchée                                                                         | 1814                                  | 54 × 43,8 cm                                    | Webmuseo               | Cambrai, musée des Beaux-Arts                                  |
|         | Tête de la grande odalisque                                                                                 | 1814                                  | 33 × 33,5 cm                                    | Musée                  | Grenoble, musée de Grenoble                                    |
|         | Raphaël et la Fornarina deuxième des six versions                                                           | 1814                                  | 64,8 × 53,3 cm                                  | Musée                  | Cambridge, Harvard University, Fogg Art Museum                 |
|         | Raphaël et la Fornarina une des six versions                                                                | 1814                                  |                                                 | Larousse               | Collection particulière                                        |
|         | Le Pape Pie VII dans la chapelle Sixtine                                                                    | 1814                                  | 74,5 × 92,7 cm                                  | Musée                  | Washington, National Gallery of Art                            |
|         | Don Pedro de Tolède baisant l'épée d'Henri IV première version                                              | 1814                                  |                                                 |                        | Tableau disparu                                                |
|         | Paolo et Francesca version Condé                                                                            | 1814                                  | huile sur toile 35 × 128 cm                     | Base Joconde           | Chantilly, musée Condé                                         |
|         | La Reine Caroline Murat                                                                                     | 1814                                  | 92 × 60 cm                                      | Pubhist                | Collection particulière                                        |
|         | Le Duc d'Albe à Sainte-Gudule à Bruxelles                                                                   | 1814                                  | 105 × 182 cm                                    | Base Joconde           | Montauban, musée Ingres-Bourdelle                              |
|         | L'Arétin et l'Envoyé de Charles Quint première version                                                      | 1815                                  | 44,5 × 33 cm                                    | Stairsainty            | Collection particulière                                        |
|         | L'Arétin chez le Tintoret                                                                                   | 1815                                  | 44,5 × 33 cm                                    | Stairsainty            | Collection particulière                                        |
|         | Paolo et Francesca version Barber                                                                           | vers 1814-1820                        | 35 × 28 cm                                      | Musée                  | Birmingham, Barber Institute of Fine Arts                      |
|         | Paolo et Francesca version Soumaya                                                                          | vers 1814-1820                        | 25,7 × 22,5 cm                                  | Tribune de l'art       | Mexico, Musée Soumaya                                          |
|         | Portrait de Jean-Pierre Cortot sculpteur (1787-1843)                                                        | 1815                                  | 41 × 33 cm                                      | Base Atlas             | Paris, musée du Louvre                                         |
|         | Portrait de Joseph-Antoine de Nogent                                                                        | 1815                                  | 47 × 33,4 cm                                    | Musée                  | Cambridge, Fogg Art Museum                                     |
|         | Portrait de Madame Ingres                                                                                   | 1815                                  | huile sur toile 68 × 54 cm                      | Wikiart                | Collection particulière                                        |
|         | Portrait de l'abbé Louis Jacques Maurice de Bonald (1787-1870) secrétaire de l’ambassadeur de France à Rome | 1816                                  | 12 × 9 cm                                       | Base Atlas             | Paris, musée du Louvre                                         |
|         | Portrait de Madame Duvaucey deuxième version                                                                | vers 1816                             | huile sur toile 29 × 23,5 cm                    | Musée                  | Bayonne, Musée Bonnat-Helleu                                   |
|         | Henri IV recevant l'ambassadeur d’Espagne                                                                   | 1817                                  | 39,5 × 50 cm                                    | Musées de Paris        | Paris, musée du Petit Palais                                   |
|         | Henri IV, le Dauphin et l'ambassadeur d'Espagne                                                             | 1817                                  | 50,5 × 62,3 cm                                  | Musée                  | Londres, Victoria and Albert Museum                            |
|         | Henri IV joue avec ses enfants                                                                              | 1817                                  | 41,9 × 47 cm                                    |                        | Collection particulière                                        |
|         | Madone aux candélabres d'après La Vierge aux candélabres de Raphaël                                         | 1817                                  | 35,9 × 26,7 cm                                  | Webmuseo               | Blois, musée des Beaux-Arts                                    |
|         | François Ier reçoit les derniers soupirs de Léonard de Vinci                                                | 1818                                  | 40 × 50,5 cm                                    | Musées de Paris        | Paris, musée du Petit Palais                                   |
|         | Philippe V remettant l'ordre de la Toison d'Or au maréchal de Berwick                                       | 1818                                  | 82 × 104 cm                                     | Musée                  | Madrid, Casa de Alba (es)                                      |
|         | Tête de saint Jean l'évangéliste                                                                            | vers 1818-1820                        | 39,4 × 27 cm                                    | Musée                  | New York, Metropolitan Museum                                  |
|         | Paolo et Francesca version Angers                                                                           | 1819                                  | huile sur toile 50 × 41 cm                      | Musée                  | Angers, musée des Beaux-Arts                                   |
|         | Angélique (étude)                                                                                           | 1819                                  | 84,5 × 42,5 cm                                  | Base Joconde           | Paris, musée du Louvre                                         |
|         | Angélique                                                                                                   | 1819                                  | 85 × 43 cm                                      | Base Joconde           | Paris, musée du Louvre                                         |
|         | Auguste écoutant la lecture de l'Énéide                                                                     | 1819                                  | 138 × 142 cm                                    | Musée                  | Bruxelles, Musées royaux des Beaux-Arts de Belgique            |
|         | Roger délivrant Angélique                                                                                   | 1819                                  | 147 × 190 cm                                    | Base Joconde           | Paris, musée du Louvre                                         |
|         | Roger délivrant Angélique                                                                                   | 1819-1839                             | 47,6 × 37,4 cm                                  | Musée                  | Londres, National Gallery                                      |
|         | Persée et Andromède                                                                                         | 1819                                  | 18,1 × 14,9 cm                                  | Ark of Grace           | Detroit, Institute of Arts                                     |
|         | Angélique                                                                                                   | 1819                                  | 102 × 73,7 cm                                   | Musée                  | Roubaix, La Piscine, musée d'Art et d'Industrie André-Diligent |
|         | Auguste écoutant la lecture de l'Enéide                                                                     | 1819                                  | 138 × 142 cm                                    | Musée                  | Bruxelles, Musées royaux des Beaux-Arts                        |
|         | Don Pedro de Tolède baisant l'épée d'Henri IV deuxième version                                              | 1819                                  | huile sur toile 45 × 36 cm                      | Base Joconde           | Pau, musée national du château                                 |
|         | Tête de saint Matthieu Étude pour Jésus remettant à saint Pierre les clés du paradis                        | 1820                                  | 55 × 46 cm                                      | Base Atlas             | Paris, musée du Louvre                                         |
|         | Jésus remettant à saint Pierre les clefs du Paradis                                                         | 1820                                  | 280 × 217 cm                                    | Base Joconde           | Montauban, musée Ingres-Bourdelle                              |
|         | Tête de Christ                                                                                              | 1820                                  | 50,2 × 36,8 cm                                  | Christie's             | Collection particulière                                        |
|         | Tête d'une femme Juive                                                                                      | 1820                                  | 21 × 16,5 cm                                    | athenaeum              | Collection particulière                                        |
|         | Don Pedro de Tolède baisant l'épée d'Henri IV troisième version                                             | 1820                                  | 48,5 × 40,5 cm                                  | Base Atlas             | Abou Dabi, Louvre Abou Dabi                                    |
|         | Don Pedro de Tolède baisant l'épée d'Henri IV                                                               | 1820                                  | 47,9 × 40 cm                                    |                        | Collection particulière                                        |
|         | Le Pape Pie VII tenant chapelle Salon de 1824                                                               | 1819-1820 retouché et agrandi en 1828 | 70 × 55 cm                                      | Base Atlas             | Paris, musée du Louvre                                         |
|         | Portrait du sculpteur Lorenzo Bartolini                                                                     | 1820                                  | 108 × 86 cm                                     | Base Atlas             | Paris, musée du Louvre                                         |
|         | Madame de Lauréal et son fils (Étude)                                                                       | avant 1821                            | huile sur toile 25 × 53 cm                      | Musée                  | Montauban, musée Ingres-Bourdelle,                             |
|         | Le Condottiere                                                                                              | 1821                                  | 50,2 × 40 cm                                    | athenaeum              | Montauban, musée Ingres-Bourdelle,                             |
|         | Entrée à Paris du dauphin, futur Charles V                                                                  | 1821                                  | 46 × 55 cm                                      | Web Gallery            | Hartford, Wadsworth Atheneum                                   |
|         | Portrait de Mademoiselle Gonin                                                                              | 1821                                  |                                                 | Musée                  | Cincinnati, Taft Museum of Art                                 |
|         | Le Comte Nikolaï Dmitrievitch Gouriev                                                                       | 1821                                  | 107 × 86 cm                                     | Musée                  | Saint-Pétersbourg, musée de l'Ermitage                         |
|         | Essai du Vœu de Louis XIII                                                                                  | 1821                                  | 36 × 23 cm                                      |                        | Montauban, musée Ingres-Bourdelle                              |
|         | Vénus couchée (d'après Titien)                                                                              | 1822                                  | 116 × 168 cm                                    | Musée                  | Baltimore, Walters Art Museum                                  |
|         | Portrait de Jacques-Louis Leblanc                                                                           | 1823                                  | 121 × 95,6 cm                                   | Musée                  | New York, Metropolitan Museum of Art                           |
|         | Portrait de Madame Jacques-Louis Leblanc                                                                    | 1823                                  | 119,4 × 92,7 cm                                 | Musée                  | New York, Metropolitan Museum of Art                           |
|         | Le Vœu de Louis XIII                                                                                        | 1823                                  | 421 × 262 cm                                    | Musées d'Occitanie     | Montauban, cathédrale Notre-Dame-de-l'Assomption               |
|         | Portrait de Raphaël                                                                                         | 1823                                  | 43,2 × 34,3 cm                                  | Musée                  | Montauban, musée Ingres-Bourdelle                              |

### Paris (1824-1834)
| Tableau | Titre | Date           | Dimensions                                      | Référence         | Lieu de conservation                      |
| ------- | --- | -------------- | ----------------------------------------------- | ----------------- | ----------------------------------------- |
|         | Portrait d'Amédée-David, comte de Pastoret                                                                     | 1823-1826      | 103 × 83,5 cm                                   | Musée             | Chicago, Art Institute                    |
|         | Madame Marcotte de Sainte-Marie                                                                                | 1826           | 93 × 74 cm                                      | Base Joconde      | Paris, musée du Louvre                    |
|         | La petite baigneuse                                                                                            | 1826           | 33 × 25 cm                                      | Musée             | Washington, The Phillips Collection       |
|         | Œdipe et le Sphinx (esquisse)                                                                                  | 1826           | 17,5 × 13,7 cm                                  | Musée             | Londres, National Gallery                 |
|         | Étude de pieds pour L'Apothéose d'Homère                                                                       | 1826-1827      | 17 × 22 cm                                      | Rmn               | Paris, musée du Louvre                    |
|         | Études pour l'Apothéose d'Homère (1827, Louvre): profil et mains de Raphaël, d’Apelle, de Racine et de Poussin | 1826-1827      | 37 × 27 cm                                      | Base Atlas        | Paris, musée du Louvre                    |
|         | Études pour l'Apothéose d'Homère (1827, Louvre) : mains de Virgile, Corneille, Euripide et Shakespeare         | 1826-1827      | 34 × 31 cm                                      | Base Atlas        | Paris, musée du Louvre                    |
|         | Tête d'Ulysse                                                                                                  | 1827           | 25,1 × 19,2 cm                                  | Musée             | Washington, National Gallery of Art       |
|         | Tête de Boileau                                                                                                | 1827           | huile sur papier sur toile 26 × 21 cm           | Musée             | Montauban, musée Ingres-Bourdelle         |
|         | Pindare et Ictinus                                                                                             | 1830-1867      | huile sur toile sur bois 35 × 28 cm             | Musée             | Londres, National Gallery                 |
|         | Phidias Étude pour l'Apothéose d'Homère                                                                        | 1827           | 32,4 × 35,6 cm                                  | Musée             | San Diego, Museum of Art                  |
|         | Étude pour L'Apothéose d'Homère femme debout tenant une couronne de lauriers                                   | 1827           | huile sur papier marouflée sur toile 26 × 27 cm | Musée             | Bayonne, musée Bonnat-Helleu              |
|         | Homère déifié ou L'Apothéose d'Homère                                                                          | 1827           | 386 × 512 cm                                    | Notice du Louvre  | Paris, musée du Louvre                    |
|         | étude sur le martyre de saint Symphorien                                                                       | 1827           | 34,9 × 29,5 cm                                  | Athenaeum         | Collection particulière                   |
|         | La Vierge | 1827           | 80 × 66,5 cm                                    | Bridgeman Images  | São Paulo, Museu de Arte                  |
|         | La Petite baigneuse, intérieur de harem                                                                        | 1828           | 35 × 27 cm                                      | Base Joconde      | Paris, musée du Louvre                    |
|         | Charles X en costume de sacre                                                                                  | 1829           | 129 × 90 cm                                     | Musée             | Bayonne, musée Bonnat                     |
|         | Portrait du duc d'Orléans                                                                                      | 1830           | 23 × 18 cm                                      | Musée             | La Havane, Museo Nacional de Bellas Artes |
|         | Tête de jeune femme                                                                                            | 1831           | 40,8 × 32,3 cm                                  | Musée             | Tokyo, Musée Artizon                      |
|         | Portrait de Madame Cavé                                                                                        | vers 1831-1834 | 40,6 × 32,7 cm                                  | Musée             | New York, Metropolitan Museum of Art      |
|         | Portrait de Louis-François Bertin                                                                              | 1832           | 116 × 95 cm                                     | Notice du Louvre  | Paris, musée du Louvre                    |
|         | Don Pedro de Tolède baisant l'épée d'Henri IV quatrième version                                                | 1832           | 36 × 28 cm                                      | Base Atlas        | Paris, musée du Louvre                    |
|         | Le Christ bénissant                                                                                            | 1834           | 80 × 66 cm                                      | Bridgeman Library | Sao Paulo, Museu de Arte                  |
|         | Le martyr, sa mère, le centurion à cheval et autres personnages                                                |                | 61,9 × 50,2 cm                                  | Musée             | Cambridge, Fogg Art Museum                |
|         | Licteurs, lanceurs de pierres et spectateurs                                                                   |                | 60 × 49,5 cm                                    | Musée             | Cambridge, Fogg Art Museum                |
|         | Études pour le martyre de saint Symphorien                                                                     |                | 60 × 48,9                                       | Musée             | Montauban, musée Ingres-Bourdelle         |
|         | Le Martyre de saint Symphorien                                                                                 | 1834           | 407 × 339 cm                                    | Mini-site Louvre  | Autun, cathédrale Saint-Lazare            |

### Rome (1834-1841)
| Tableau | Titre                                                                     | Date | Dimensions     | Référence  | Lieu de conservation              |
| ------- | ------------------------------------------------------------------------- | ---- | -------------- | ---------- | --------------------------------- |
|         | Portrait du comte Mathieu-Louis Molé                                      | 1834 | 147 × 114 cm   | Base Atlas | Paris, musée du Louvre            |
|         | La Maladie d'Antiochus                                                    | 1838 | 48,1 × 63,9 cm | Musée      | Cleveland, Museum of Art          |
|         | Roger délivrant Angélique                                                 | 1839 | 47,6 × 39,4 cm | Musée      | Londres, National Gallery         |
|         | L'Odalisque à l'esclave                                                   | 1839 | 72 × 100 cm    | Musée      | Cambridge, Fogg Art Museum        |
|         | La Maladie d'Antiochus ou Antiochus et Stratonice                         | 1840 | 57 × 98 cm     | Musée      | Chantilly, musée Condé            |
|         | Raphaël et la Fornarina une des six versions                              | 1840 | 36 × 27 cm     | Musée      | Columbus, Museum of Art           |
|         | Roger délivrant Angélique                                                 | 1841 | 54 × 46 cm     | Musée      | Montauban, musée Ingres-Bourdelle |
|         | La Vierge adorant l'hostie entouré des saints Nicolas et Alexandre Nevski | 1841 | 116 × 46 cm    | Musée      | Moscou, musée Pouchkine           |
|         | Portrait de Luigi Cherubini                                               | 1841 | 83 × 71 cm     | Musée      | Cincinnati, Art Museum            |

### Paris (1841-1867)
| Tableau | Titre                                                                                           | Date      | Dimensions                                       | Référence             | Lieu de conservation                        |
| ------- | ----------------------------------------------------------------------------------------------- | --------- | ------------------------------------------------ | --------------------- | ------------------------------------------- |
|         | Luigi Cherubini et la Muse de la poésie lyrique                                                 | 1842      | 105 × 94 cm                                      | Base Joconde          | Paris, musée du Louvre                      |
|         | L'Odalisque à l'esclave                                                                         | 1842      | 76 × 105 cm                                      | Musée                 | Baltimore, Walters Art Museum               |
|         | Portrait de Ferdinand-Philippe, duc d'Orléans                                                   | 1842      | 158 × 222 cm                                     | Base Atlas            | Paris, musée du Louvre                      |
|         | Portrait de Ferdinand-Philippe, duc d'Orléans                                                   | 1842      | 54,3 × 45,1 cm                                   | Musée                 | Londres, National Gallery                   |
|         | La foi carton pour le vitrail de l'église Notre-Dame-de-Compassion de Paris                     | 1842      | 110 × 110 cm                                     | Musée                 | Paris, musée du Louvre                      |
|         | L'espérance carton pour le vitrail de l'église Notre-Dame-de-Compassion de Paris                | 1842      | 110 × 110 cm                                     | Musée                 | Paris, musée du Louvre                      |
|         | La charité carton pour le vitrail de l'église Notre-Dame-de-Compassion de Paris                 | 1842      | 110 × 110 cm                                     | Musée                 | Paris, musée du Louvre                      |
|         | Saint Clément d'Alexandrie carton pour le vitrail de l'église Notre-Dame-de-Compassion de Paris | 1842      | 210 × 92 cm                                      | Musée                 | Paris, musée du Louvre                      |
|         | Saint François d'Assise carton pour le vitrail de l'église Notre-Dame-de-Compassion de Paris    | 1842      | 210 × 92 cm                                      | Musée                 | Paris, musée du Louvre                      |
|         | Saint Philippe carton pour le vitrail de l'église Notre-Dame-de-Compassion de Paris             | 1842      | 210 × 92 cm                                      | Musée                 | Paris, musée du Louvre                      |
|         | Saint Antoine de Padoue carton pour le vitrail de l'église Notre-Dame-de-Compassion de Paris    | 1842      | 210 × 92 cm                                      | Musée                 | Paris, musée du Louvre                      |
|         | Saint Charles Borromée carton pour le vitrail de l'église Notre-Dame-de-Compassion de Paris     | 1842      | 210 × 92 cm                                      | Musée                 | Paris, musée du Louvre                      |
|         | Saint Henri carton pour le vitrail de l'église Notre-Dame-de-Compassion de Paris                | 1842      | 210 × 92 cm                                      | Musée                 | Paris, musée du Louvre                      |
|         | Saint Raphaël carton pour le vitrail de l'église Notre-Dame-de-Compassion de Paris              | 1842      | 210 × 92 cm                                      | Musée                 | Paris, musée du Louvre                      |
|         | Saint Rupert carton pour le vitrail de l'église Notre-Dame-de-Compassion de Paris               | 1842      | 210 × 92 cm                                      | Musée                 | Paris, musée du Louvre                      |
|         | Sainte Adélaïde carton pour le vitrail de l'église Notre-Dame-de-Compassion de Paris            | 1842      | 210 × 92 cm                                      | Musée                 | Paris, musée du Louvre                      |
|         | Sainte Amélie carton pour le vitrail de l'église Notre-Dame-de-Compassion de Paris              | 1842      | 210 × 92 cm                                      | Musée                 | Paris, musée du Louvre                      |
|         | Sainte Hélène carton pour le vitrail de l'église Notre-Dame-de-Compassion de Paris              | 1842      | 210 × 92 cm                                      | Musée                 | Paris, musée du Louvre                      |
|         | Sainte Rosalie carton pour le vitrail de l'église Notre-Dame-de-Compassion de Paris             | 1842      | 210 × 92 cm                                      | Musée                 | Paris, musée du Louvre                      |
|         | Saint Ferdinand carton pour le vitrail de l'église Notre-Dame-de-Compassion de Paris            | 1842      | 210 × 92 cm                                      | Musée                 | Paris, musée du Louvre                      |
|         | Saint Louis carton pour le vitrail de l'église Notre-Dame-de-Compassion de Paris                | 1842      | 210 × 92 cm                                      | Musée                 | Paris, musée du Louvre                      |
|         | Saint Denis Carton pour le vitrail de la chapelle royale de Dreux                               | 1842      | 210 × 92 cm                                      | Musée                 | Paris, musée du Louvre                      |
|         | Saint Germain Carton pour le vitrail de la chapelle royale de Dreux                             | 1842      | 210 × 92 cm                                      | Musée                 | Paris, musée du Louvre                      |
|         | Saint Rémi Carton pour le vitrail de la chapelle royale de Dreux                                | 1842      | 210 × 92 cm                                      | Musée                 | Paris, musée du Louvre                      |
|         | Sainte Bathilde Carton pour le vitrail de la chapelle royale de Dreux                           | 1842      | 210 × 92 cm                                      | Musée                 | Paris, musée du Louvre                      |
|         | Sainte Clotilde Carton pour le vitrail de la chapelle royale de Dreux                           | 1842      | 210 × 92 cm                                      | Musée                 | Paris, musée du Louvre                      |
|         | Sainte Geneviève Carton pour le vitrail de la chapelle royale de Dreux                          | 1842      | 210 × 92 cm                                      | Musée                 | Paris, musée du Louvre                      |
|         | Sainte Radegonde Carton pour le vitrail de la chapelle royale de Dreux                          | 1842      | 210 × 92 cm                                      | Musée                 | Paris, musée du Louvre                      |
|         | Sainte Isabelle Carton pour le vitrail de la chapelle royale de Dreux                           | 1842      | 210 × 92 cm                                      | Musée                 | Paris, musée du Louvre                      |
|         | Portrait de Ferdinand-Philippe d'Orléans                                                        | 1843      | 154 × 119 cm                                     | Musée                 | Versailles, musée national du château       |
|         | Portrait de Ferdinand-Philippe d'Orléans                                                        | 1844      | 154 × 119 cm                                     | Musée                 | Perpignan, musée Hyacinthe-Rigaud           |
|         | Portrait de Ferdinand-Philippe d'Orléans                                                        | 1844      | huile sur toile 72,1 × 40 cm                     | Musée                 | Hartford, Wadsworth Atheneum                |
|         | Portrait d'Edmond Cavé                                                                          | 1844      | 40,6 × 32,7 cm                                   | Musée                 | New York, Metropolitan Museum of Art        |
|         | La Vicomtesse d'Haussonville                                                                    | 1845      | 131,8 × 92,1 cm                                  | Musée                 | New York, Frick Collection                  |
|         | Portrait d'Augustine-Modeste-Hortense Reiset                                                    | 1846      | 62,2 × 49,5 cm                                   | Musée                 | Cambridge, Fogg Art Museum                  |
|         | L'Âge d'or                                                                                      | 1843-1847 | Peinture sur enduit 480 × 660 cm                 | Revue des Deux Mondes | Dampierre-en-Yvelines, château de Dampierre |
|         | L'Arétin dans l'atelier du Tintoret                                                             | 1848      | 43 × 36 cm                                       | Musée                 | New York, Metropolitan Museum of Art        |
|         | L'Arétin et l'Envoyé de Charles Quint                                                           | 1848      | 41,5 × 32,5 cm                                   | Musée                 | Lyon, musée des Beaux-Arts                  |
|         | Vénus anadyomène                                                                                | 1808-1848 | huile sur toile, 163 × 92 cm                     | Musée                 | Chantilly, musée Condé                      |
|         | Portrait de Betty de Rothschild                                                                 | 1848      | 141,9 × 101 cm                                   | Met Publication       | Collection particulière                     |
|         | L'Iliade                                                                                        | 1850      | 59 × 53 cm                                       |                       | Collection particulière                     |
|         | L'Odyssée                                                                                       | 1850      | 61 × 55 cm                                       | Musée Publication     | Lyon, musée des Beaux-Arts                  |
|         | Portrait de Madame Moitessier                                                                   | 1851      | 147 × 100 cm                                     | Musée                 | Washington, National Gallery of Art         |
|         | Jupiter et Antiope                                                                              | 1851      | 32,5 × 43,5 cm                                   | Musée                 | Paris, musée d'Orsay                        |
|         | La mort de Léonard de Vinci                                                                     | 1851      | 40,9 × 47,9 cm                                   | Gallerix              | Northampton, Smith College Museum of Art    |
|         | Portrait de la princesse de Broglie                                                             | 1851-1853 | 121,3 × 90,8 cm                                  | Musée                 | New York, Metropolitan Museum of Art        |
|         | Jeanne d'Arc au sacre du roi Charles VII dans la cathédrale de Reims                            | 1851-1855 | 240 × 178 cm                                     | Base Joconde          | Paris, musée du Louvre                      |
|         | Portrait de Caroline Gonse                                                                      | 1852      | huile sur toile 73 × 62 cm                       | Musée                 | Montauban, musée Ingres-Bourdelle           |
|         | Vénus à Paphos                                                                                  | vers 1852 | 91,5 × 70 cm                                     | Musée                 | Paris, musée d'Orsay                        |
|         | L'Apothéose de Napoléon Ier (esquisse)                                                          | 1853      | 48,5 cm de diamètre                              | Musées de Paris       | Paris, musée du Petit Palais                |
|         | L'Apothéose de Napoléon Ier (esquisse)                                                          | 1853      | huile sur toile 48,5 cm de diamètre              | Napoléon.org          | Paris, musée Carnavalet                     |
|         | La Vierge adorant l'hostie                                                                      | 1852      | 40,3 × 32,7 cm                                   | Musée                 | New York, Metropolitan Museum of Art        |
|         | La Vierge adorant l'hostie                                                                      | 1854      | 113 cm de diamètre                               | Musée                 | Paris, musée d'Orsay                        |
|         | Paolo et Francesca                                                                              | 1855-1860 | 28,9 × 22,8 cm                                   | Musée                 | Glen Falls, The Hyde Collection (en)        |
|         | La Source                                                                                       | 1856      | 163 × 80 cm                                      | Musée                 | Paris, musée d'Orsay                        |
|         | Portrait de Madame Moitessier                                                                   | 1856      | 120 × 92 cm                                      | Musée                 | Londres, National Gallery                   |
|         | Sainte Germaine Cousin                                                                          | 1856      | 186 × 115,9 cm                                   |                       | Montauban, église Saint-Étienne de Sapiac   |
|         | Molière à la table de Louis XIV                                                                 | 1857      | 49 × 67 cm                                       | Doc Comédie Française | Paris, collections de la Comédie Française  |
|         | Autoportrait à l’âge de 78 ans                                                                  | 1858      | 62 × 51 cm                                       | akg Images            | Florence, Musée des Offices                 |
|         | Vierge de l'Adoption                                                                            | 1858      | huile sur toile 69 × 57 cm                       | Musée                 | Melbourne, National Gallery of Victoria     |
|         | Autoportrait à 79 ans                                                                           | 1859      | 65,4 × 53,7 cm                                   | Musée                 | Cambridge, Fogg Art Museum                  |
|         | Angélique                                                                                       | 1859      | 97 × 75 cm                                       |                       | São Paulo, Museu de Arte                    |
|         | Vierge à la couronne                                                                            | 1859      | 66,9 × 50,8 cm                                   | Athenaeum             | Collection particulière                     |
|         | Portrait de Delphine Ingres-Ramel                                                               | 1859      | 53 × 65 cm                                       | Musée                 | Winterthour, musée Oskar Reinhart           |
|         | Femme aux trois bras Étude                                                                      | 1860      | huile sur papier 25 × 26 cm                      | Rmn                   | Montauban, musée Ingres-Bourdelle           |
|         | La Vierge adorant l'hostie                                                                      | 1860      | 60 × 46 cm                                       | sothebys              | Collection particulière                     |
|         | Le Bain turc                                                                                    | 1862      | 108 × 110 cm                                     | Base Joconde          | Paris, musée du Louvre                      |
|         | Étude pour Jésus parmi les docteurs                                                             | 1862      | 59 × 45 cm                                       |                       | Montauban, musée Ingres-Bourdelle           |
|         | Étude pour Jésus parmi les docteurs                                                             | 1862      | 34,2 × 47 cm                                     |                       | Montpellier, musée Fabre                    |
|         | Jésus parmi les docteurs                                                                        | 1862      | huile sur toile 34,2 × 47 cm                     | Base Joconde          | Montauban, musée Ingres-Bourdelle           |
|         | L'Âge d'Or Réduction de celui de Dampierre                                                      | 1862      | Huile sur papier marouflé sur panneau 46 × 62 cm | Musée                 | Cambridge, Harvard Art Museums,             |
|         | Œdipe et le Sphinx                                                                              | 1864      | 105,5 × 87 cm                                    | Musée                 | Baltimore, Walters Art Museum               |
|         | Portrait d'Isabelle Hittorff dit Portrait de Mme Gaudry                                         | 1864      | huile sur toile 33,5 × 33,5 cm                   | Base Joconde          | Grenoble, musée de Grenoble                 |
|         | Mademoiselle Hittorff en Minerve                                                                | 1864      | huile sur toile ronde diamètre 33 cm             | Bildindex             | Cologne, Wallraf-Richartz-Museum            |
|         | Mars                                                                                            | 1864      | huile sur toile 32 × 31 cm                       | Musée                 | Bâle, Kunstmuseum                           |
|         | Éros                                                                                            | 1864      | 32 × cm                                          | Christie's            | Collection particulière                     |
|         | Madame Hittorf en Junon                                                                         | 1864      | 32 × cm                                          | Musée                 | Champaign, Krannert Art Museum (en)         |
|         | Autoportrait                                                                                    | 1864      | 96,7 × 86 cm                                     | musée                 | Anvers, musée royal des Beaux-Arts          |
|         | Virgile lit l'Énéide                                                                            | 1864      | 61 × 49,8 cm                                     | Christie's            | Collection particulière                     |
|         | Antiochus et Stratonice ou La Maladie d'Antiochus                                               | 1866      | huile sur calque marouflé sur toile 61 × 92 cm   | Connaissance des arts | Montpellier, musée Fabre                    |
|         | Les Tragiques grecs                                                                             | 1866      | 37 × 44 cm                                       | Musée                 | Angers, musée des Beaux-Arts                |
|         | Le Martyre de saint Symphorien                                                                  | 1867      | 36,7 × 31,6 cm                                   | Musée                 | Philadelphie, Museum of Art                 |